# Nhím Sonic 3
Nhím Sonic 3 (tên tiếng Anh: Sonic the Hedgehog 3) là một bộ phim điện ảnh Mỹ – Nhật Bản thuộc thể loại hài – hành động – phiêu lưu ra mắt vào năm 2024 được dựa trên trò chơi điện tử cùng tên do Sega sản xuất. Đây là phần hậu truyện của Nhím Sonic (2020) và Nhím Sonic 2 (2022) và đồng thời cũng là phần phim liên kết với Knuckles (2024). Phim do Jeff Fowler làm đạo diễn với kịch bản do Pat Casey, Josh Miller và John Whittington chấp bút, với sự tham gia trở lại của dàn diễn viên cũ bao gồm Jim Carrey, Ben Schwartz, Colleen O'Shaughnessey, Natasha Rothwell, Shemar Moore, James Marsden, Tika Sumpter, và Idris Elba, cùng sự góp mặt lần đầu của Krysten Ritter và Keanu Reeves.

## Cốt truyện
Năm 1974, một thiên thạch chứa chú nhím ngoài hành tinh Shadow rơi xuống Oklahoma và bị quân đội Hoa Kỳ bắt giữ. Sức mạnh của Shadow được Giáo sư Gerald Robotnik thử nghiệm tại một cơ sở nghiên cứu của Guardian Units of Nations (G.U.N.) dưới sự giám sát của Đại úy Walters; Shadow cũng phát triển một tình bạn thân thiết với Maria, cháu gái của Gerald. Một đêm nọ, khi Gerald, Maria và Shadow cố gắng trốn thoát khỏi cơ sở để tránh bị bắt đi, Maria sau đó tử vong trong một vụ nổ. Walters đóng cửa cơ sở, giam giữ Gerald và đưa Shadow vào trạng thái đông cứng.
Năm 2024, một cá nhân không rõ danh tính đã đột nhập vào hệ thống nhà tù của G.U.N. ngoài khơi Nhật Bản và thả Shadow ra với lòng hận thù. Sonic kỷ niệm ngày anh đến Trái Đất cùng Tails, Knuckles, và cha mẹ nuôi của họ là Tom và Maddie Wachowski, tại Green Hills, Montana. Giám đốc Rockwell của G.U.N. đến và chiêu mộ Sonic, Tails và Knuckles (được gọi là "Đội Sonic") để giúp bắt giữ Shadow ở Tokyo. Tuy nhiên, anh đã chế ngự cả ba và trốn thoát. Đội Sonic gặp Walters, người hiện là Chỉ huy, người kể cho họ nghe về quá khứ của Shadow. Đột nhiên, máy bay không người lái của Tiến sĩ Ivo Robotnik tấn công và làm Walters trọng thương, tiến sĩ đã đưa cho Sonic một thẻ khóa trước khi chết. Họ quyết định tìm kiếm Shadow mà không cần sự giúp đỡ của G.U.N., khi Rockwell phát hiện ra thẻ khóa bị mất và quay lưng lại với họ. Đội Sonic chạm trán trợ lý của Ivo, Đặc vụ Stone phủ nhận svo2 liên quan đến vụ tấn công; họ tạo thành một liên minh với Ivo và lần theo dấu vết những chiếc máy bay không người lái bị đánh cắp, dẫn đến cơ sở bỏ hoang của G.U.N.
Khi Shadow bắt Stone và Đội Sonic, Ivo gặp Gerald, người ông thất lạc từ lâu của anh và cũng là kẻ chủ mưu đằng sau cuộc đào thoát của Shadow và những chiếc máy bay không người lái bị đánh cắp. Gerald giải thích thẻ khóa là một trong hai thẻ cần thiết để kích hoạt Eclipse Cannon, một vũ khí không gian  quỹ đạo laser mà ông thiết kế cho G.U.N., có khả năng nhắm mục tiêu và phá hủy bất kỳ địa điểm nào trên Trái Đất. Hắn tuyên bố định dùng nó để phá hủy trụ sở của G.U.N. ở London, và Ivo đồng ý tham gia cùng hắn. Shadow lấy thẻ khóa từ Tails và kích hoạt một hố đen thu nhỏ để phá hủy căn cứ trong khi hắn, nhóm Robotniks và Stone rời đi.
Đội Sonic trốn thoát bằng cổng nhẫn và chiêu mộ Tom và Maddie để đánh cắp thẻ khóa thứ hai từ trụ sở của G.U.N., đối đầu với nhóm Robotniks và Rockwell. Tom lấy được thẻ khóa bằng cách cải trang thành Walters, nhưng Shadow, tin vào màn cải trang của Tom và nổi giận với G.U.N., đã làm Tom bị thương nặng, lấy được chìa khóa, tạo điều kiện cho nhóm Robotniks phóng Đại bác Nhật Thực. Tức giận, Sonic bỏ Tails và Knuckles, đánh cắp Master Emerald và trở nên siêu năng lực sử dụng bảy viên Ngọc Hỗn Mang bên trong. Sonic đối đầu với Shadow, kẻ cũng hấp thụ năng lượng của Ngọc Hỗn Mang để trở nên siêu năng lực. Cuối cùng, Sonic chế ngự Shadow nhưng đã nhượng bộ khi nhận ra mình đang bị sự trả thù nhấn chìm. Sonic kể cho Shadow nghe về sự mất mát của người bảo vệ Longclaw và rằng tình yêu của họ dành cho những người đã mất quan trọng hơn cả sự trả thù. Sau khi thay đổi ý định, Shadow đồng ý dừng khẩu pháo.
Trên khẩu pháo Eclipse, Gerald tiết lộ với Ivo ý định hủy diệt Trái Đất và chính họ để trả thù cho cái chết của Maria. Ivo kinh hoàng cố gắng hủy bỏ cảnh bắn, thà thống trị nhân loại còn hơn hủy diệt nó, nhưng Gerald đã phá hủy bảng điều khiển chỉ huy. Tails và Knuckles đến nơi, cả ba đẩy Gerald vào lõi lò phản ứng, giết chết anh ta. Sonic và Shadow chặn tia của khẩu pháo trong khi Ivo, Tails và Knuckles lái nó ra xa Trái Đất, vô tình cắt đứt một phần Mặt Trăng. Sonic mất đi siêu năng lực và ý thức khi chặn tia của khẩu pháo bằng Shadow và rơi trở lại Trái Đất. Tails và Knuckles cứu Sonic bằng cách sử dụng cổng nhẫn đến Green Hills. Khi lõi của khẩu pháo bắt đầu tan chảy, Ivo tuyên bố thừa nhận Stone là người bạn duy nhất trước khi anh và Shadow hy sinh để di chuyển nó ra khỏi Trái Đất khi nó phát nổ. Sonic làm hòa với Tails và Knuckles trong khi Tom hồi phục sau chấn thương.
Trong một cuộc đua với Tails và Knuckles, Sonic vô tình đến bên ngoài New York, nơi anh bị đội quân robot Metal Sonic phục kích và được Amy Rose cứu. Ở một nơi khác, Shadow đã sống sót sau vụ phá hủy khẩu pháo.

## Diễn viên

### Diễn viên lồng tiếng
- Ben Schwartz lồng tiếng vai Nhím Sonic
- Colleen O'Shaughnessey lồng tiếng vai Miles "Tails" Prower
- Idris Elba lồng tiếng vai Knuckles the Echidna
- Keanu Reeves lồng tiếng vai Nhím Shadow[7]

### Diễn viên người đóng
- Jim Carrey thủ vai Tiến sĩ Ivo Robotnik và giáo sư Gerald Robotnik
- James Marsden thủ vai Tom Wachowski
- Tika Sumpter thủ vai Maddie Wachowski
- Lee Majdoub thủ vai Đặc vụ Stone